# Republikeins Genootschap (1996)
Het oorspronkelijke Republikeins Genootschap (RG) was een Nederlandse republikeinse beweging, opgericht op 11 september 1996 in het Prinsenhof te Delft, op initiatief van Pierre Vinken. Zijn doel was de afschaffing van de Nederlandse monarchie. In 2017 is het RG opgeheven. De resterende leden zijn overgestapt naar het Nieuw Republikeins Genootschap, dat weer herdoopt werd tot Republikeins Genootschap (2017) en vervolgens Republiek (2021).

## Oprichters en doel

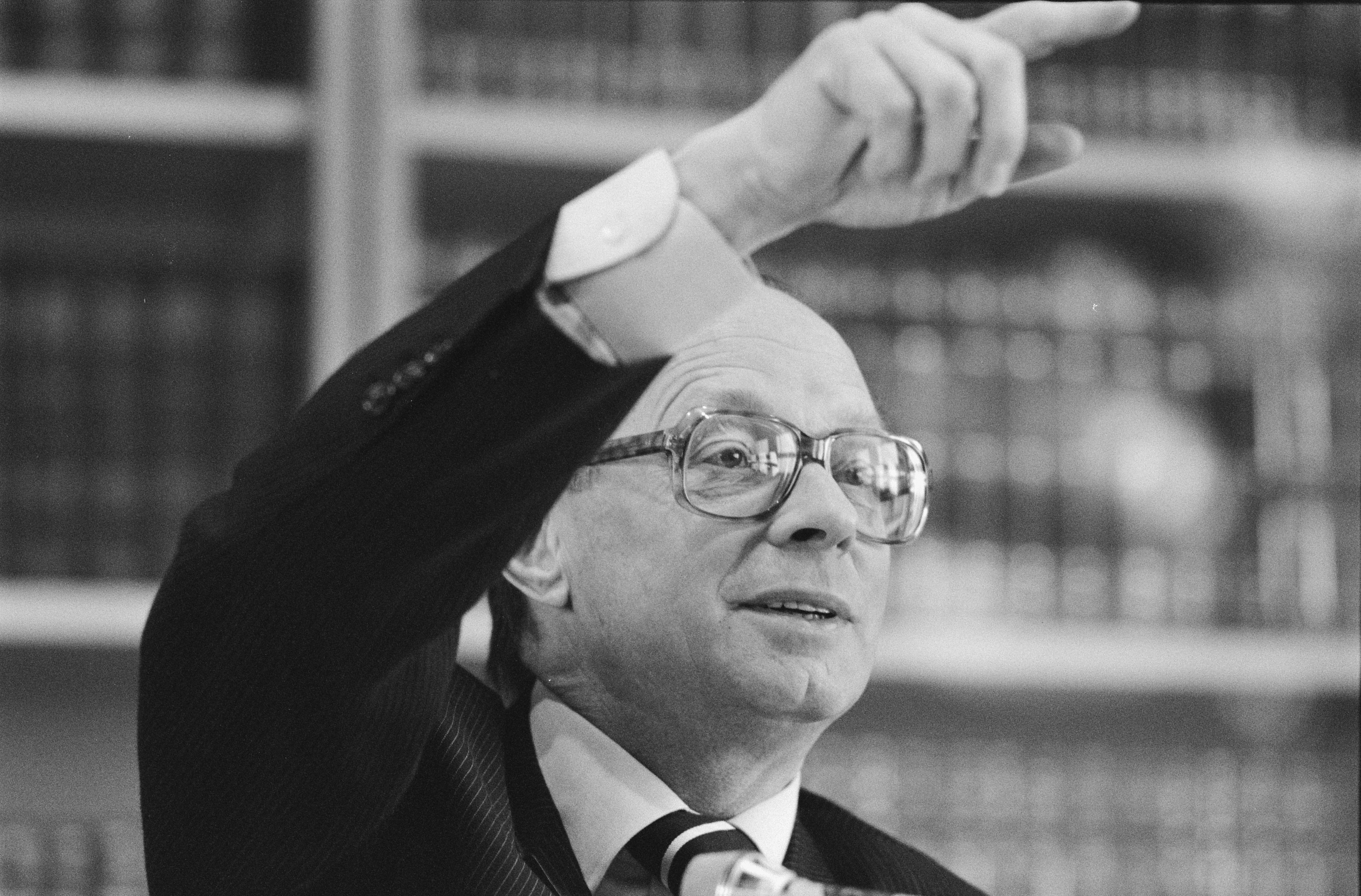
Initiatiefnemer Pierre Vinken.

Volgens de website van het Republikeins Genootschap zijn er veertien oprichters:
- Martin van Amerongen (1941-2002)
- Arend Jan Dunning (1930-2009)
- Han Kleiterp (1933-2014)
- Ben Knapen (1951)
- Lense Koopmans (1943-2015)
- Piet Kortweg (1941)
- Sjeng Kremers (1933)
- Roelof Nelissen (1931-2019)
- Henny de Ruiter (1934-2019)
- Albert Schuitemaker (1925-2008)
- Pierre Vinken (1927-2011)
- Frits Visser
- Loek van Vollenhoven (1930)
- Guus Zoutendijk (1929-2005)

Het idee was om te beginnen met vijftien leden, waarbij twee afwezigen –Harry Mulisch en Schuitemaker– in absentia ook als medeoprichter werden aangemerkt. Mulisch trok zich echter terug en bracht zo het aantal op veertien.
Het genootschap kende geen statuten. Anders dan het Nieuw Republikeins Genootschap, voerde het RG geen acties om de republiek dichterbij te brengen. Het ging uit van de gedachte dat louter het bestaan van een Republikeins Genootschap voldoende was om op termijn het herstel van de Republiek der Nederlanden mogelijk te maken. Lid kon men uitsluitend worden door coöptatie.

## Geschiedenis

### Ontstaan, uitlekking en controverse
De groep ontstond uit de vriendenkring van Vinken "om het laatste taboe in Nederland te bespreken". Het bestaan van het Republikeins Genootschap werd in eerste instantie geheim gehouden (gepland was een periode van twee jaar, om vervolgens een blunder van de monarchie af te wachten), omdat sommige leden vanwege hun professionele connecties in de problemen zouden kunnen komen en omdat opiniepeilingen aantoonden dat 95% van de bevolking vóór de monarchie was. Er was aanvankelijk onduidelijkheid over hoe serieus het gezelschap eigenlijk was (onder andere het voorstel "om het blauw-grijze servet van de Prinsenkelder tot de officiële vlag van de Republiek te verheffen" suggereerde op zijn minst een ludiek karakter). Na de eerste bijeenkomst stuurden de oprichters brieven naar anderen om hen vertrouwelijk te informeren over het Genootschap met de vraag of zij geïnteresseerd waren om zich aan te sluiten. In oktober 1996 klapte Piet Grijs (Hugo Brandt Corstius) al uit de school door in Vrij Nederland te schrijven dat hij, ondanks zijn fervente republicanisme, niet mee wilde doen aan de geheimzinnigheid; zijn (beperkte) onthulling deed echter nog geen stof opwaaien. Begin 1997 lekte een van de betrokkenen de notulen van de oprichtingsvergadering naar de Volkskrant, die het op 26 februari 1997 in de openbaarheid bracht. Uit –eveneens gelekte– correspondentie na de oprichting bleek dat enkele leden zich inmiddels weer gedistantieerd hadden van het Genootschap; zo liet Mulisch (afwezig tijdens de oprichting) zich kritisch uit over het uitsluiten van vrouwen en allochtonen ("Besluit 4: Leden worden ook op lichamelijke kenmerken geselecteerd: alleen autochtone mannen komen in aanmerking."). Leden die door de media benaderd werden voor commentaar, reageerden geërgerd op het uitlekken van de oprichting van en/of hun lidmaatschap bij het RG, weigerden te reageren of wensten anoniem te blijven. In de media, vooral door De Telegraaf die kopte met "Laat ons vorstenhuis met rust!", en ook vanuit de politiek, inclusief minister-president Wim Kok, werd er over het algemeen sterk afwijzend gereageerd. Echter, de Jonge Democraten en Jonge Socialisten zochten enthousiast aansluiting bij het Genootschap en wilden graag maatschappelijke discussies voeren over monarchie en republiek; de JOVD verklaarde voorstander te zijn van een puur ceremonieel koningschap "naar Zweeds model".

### Hergroepering
Knapen, die al kort na de oprichting afstand had genomen van het Genootschap, verweet De Telegraaf en de Volkskrant dat ze het Genootschap veel te serieus hadden genomen en noemde de mediacontroverse een "klucht". Van Amerongen beet echter van zich af in De Groene Amsterdammer, waarin hij "Besluit 4" inderdaad uitlegde als een grap, maar het republikeinse initiatief als geheel "hoogserieus" en "alleszins serieus", en er verdere legitimatie voor gaf. Hij trok met name van leer tegen De Telegraaf die hij hypocrisie verweet door het ontstaan van het Republikeins Genootschap eerst nauwelijks vermeldenswaardig te noemen, maar er vervolgens een week lang uitgebreid over te berichten en scheldende opmerkingen van verschillende bekende Nederlanders aan het adres van de republikeinen te laten optekenen (Gerard Joling noemde hen "landverraders"). Sommigen als historicus Anton van Hooff voegden zich bij het Genootschap, andere republikeinen als SP-fractievoorzitter Jan Marijnissen niet (geen 'conspiratieve clubjes'), maar steunden wel het voeren van openbaar maatschappelijk debat over de monarchie, hetgeen in hun ogen onterecht een taboe-onderwerp leek te zijn. Verschillende politici en commentatoren susten vervolgens de zaak, die ondanks een serieuze ondertoon ook deels een "uit de hand gelopen grap" bleek, doordat Vinkens notulen van ludiek geuite opmerkingen zoals "Besluit 4", op papier per ongeluk serieus werden genomen. Hoewel het bestaan van het RG op een ongelegen moment en op onhandige wijze aan het licht kwam, was het erin geslaagd om de staatsvorm landelijk besproken te krijgen. De media schreven een jaar later niet meer kritiekloos over het koningshuis en het ledental van het genootschap groeide gestaag.

### Groei en concurrentie
Bij zijn eenjarig bestaan in september 1997 zocht het Republikeins Genootschap zelf de publiciteit door een nieuwe, uitgebreide ledenlijst te tonen waarin ook vrouwen en allochtonen waren opgenomen, waaronder Jeroen Brouwers, Remco Campert, Jaap van Heerden, André Haakmat, Jasperina de Jong, H.U. Jessurun d'Oliveira, Ite Rümke, André Spoor, Jan Timman, Adriaan Morriën, Theo Sontrop, Theo van Gogh en Theodor Holman. De exclusiviteit door coöptatie en het gebrek aan publieke acties van het RG vormde echter een obstakel voor diverse politiek actieve jongeren, die op 20 januari 1998 in De Balie het Nieuw Republikeins Genootschap (NRG) oprichtten. Op 28 januari, voorafgaand aan de 60e verjaardagsviering van koningin Beatrix, riep de nieuwe vereniging op de Dam de Derde Republiek der Nederlanden uit. De twee republikeinse genootschappen besloten wel spoedig tot toenadering en mogelijke samenwerking.
In 2005 richtten het Republikeins Genootschap en Nieuw Republikeins Genootschap samen het tijdschrift De Republikein op.

### Fusie
Op 19 februari 2017 kondigde het NRG aan te gaan fuseren met het RG. Paul Frentrop en Ulli d'Oliveira hadden namens het RG de fusiebesprekingen gevoerd, hoewel zij hiervoor geen (expliciete) toestemming hadden van de overige leden. Op de algemene ledenvergadering van het NRG van 13 mei 2017 werd de fusie door de leden goedgekeurd. De vereniging is verder gegaan onder de naam Republikeins Genootschap tot de naamswijziging in 2021 naar Republiek.